# Pisinna kis
Pisinna kis is een slakkensoort uit de familie van de Anabathridae. De wetenschappelijke naam van de soort is voor het eerst geldig gepubliceerd in 1931 door Winckworth.